# Đola 2004.
Đola 2004, jednodnevna likovna kolonija održana 30. X. 2004. godine u Dardi, u organizaciji Pododbora Darda Srpskog kulturnog društva (SKD) "Prosvjeta" (Zagreb), nazvana tako po uređenom darđanskom kupalištu Đola.
Učešće na koloniji uzelo je 13 slikara iz Darde (Dragoljub Ćurčić, Đorđe Đorđević, Mira Krivokuća, Etelka Kukurić, Rada Marković, Milan Radić, Slađana Zubić), Bilja  (Danijela Pendić), Osijeka (Miroslav Đurđević, Davor Roso), Josipovca (Stjepan Juriša) i Karanca (Sreto Balaš). Među njima su bila i tri tadašnja darđanska srednjoškolca: Milan Radić, učenik 3. razred Tehničke škole u Belom Manastiru, Đorđe Đorđević, učenik 4. razred Gimnazije također u Belom Manastiru, i Slađana Zubić, učenica 4. razred osječke Srednje škole za tekstil, dizajn i primijenjenu umjetnost.
Od slike s te kolonije priređena je izložba, koja je bila postavljena više puta (Darda - dvaput, Jagodnjak, Osijek). Uz izložbu izdan je i katalog izložbe, u kome su objavljene kratke biografije slikara-sudionika i reprodukcije njihovih slika.
Planirano je da kolonija postane tradicionalna (usp. Đola 2005., Đola 2006.).
Izvor:
- Jovan, Nedić. "Likovna kolonija u Dardi", Novosti sedam dana, VI, 255, 22 - Zagreb/Vukovar, 5. XI. 2004.